# حتماً شوخی می‌کنید آقای فاینمن؟
«حتماً شوخی می‌کنید، آقای فاینمن!»: ماجراهای یک شخصیت کنجکاو مجموعه ای ویرایش شده از خاطراتِ فیزیک‌دان برنده جایزه نوبل، ریچارد فاینمن است. این کتاب که در سال ۱۹۸۵ منتشر شد، بخش‌های مختلفی از زندگی فاینمن را پوشش می‌دهد. داستان‌های کتاب بر اساس مکالمات صوتی ضبط‌شده‌ای است که فاینمن با دوست صمیمی و همراه نوازندگی‌اش، رالف لیتون داشته است.